# Калашникова Світлана Андріївна
Світла́на Андрі́ївна Кала́шникова (нар.3 січня 1970 року, м. Київ, Україна) — українська педагогиня, доктор педагогічних наук, професор. Член-кореспондент НАПН України.

## Життєпис
У 1992 році закінчила Київський педагогічний інститут.  
У 1995 – 2006 працювала у Національній академії державного управління при Президентові України: спершу на посаді директора центру дистанційного навчання, а пізніше проректора з міжнародних зв’язків. 
З 2000 року бере участь у міжнародних проєктах, зокрема: 
- Керівник проекту Світового банку «Глобальна мережа навчання та розвитку – Центр дистанційного навчання – Україна» (2000-2006 рр.)
- Національний координатор проекту Програми TEMPUS «Освіта для лідерства, інтелігентності та розвитку талантів» (2013-2017 рр.)
- Керівник проекту «Офіс освітніх реформ – Україна» при Міністерстві освіти і науки України (2016-2019 рр.)
- Координатор проекту «Формування національної мережі експертів із забезпечення якості вищої освіти» Чеської агенції розвитку (2018-2019 рр.)
- Національний координатор проекту Британської Ради в Україні «Програма розвитку лідерського потенціалу університетів України» (2015-2019 рр.)
- Національний координатор проекту Британської Ради в Україні «Програма вдосконалення викладання у вищій освіті» (2019-2021 рр.)
- Керівник проекту ЄС «Відродження переміщених університетів: посилення конкурентоспроможності, підтримка громад» (2020-2023 рр.)

- від 2006 – дир. Ін-ту лідерства, інновацій та розвитку (обидва – Київ);

У 2007 – 2012 – проректор з інновацій та розвитку Київського університету ім. Б. Грінченка.
З 2012 у Інституті вищої освіти НАПНУ. Спершу на посаді заступника директора, директора, а пізніше радника при дирекції.
У 2016-2019 радник Міністра освіти і науки України Лілії Гриневич (на громадських засадах).

## Відзнаки
Заслужений діяч науки і техніки України — присвоєно Указом Президента України № 370/2017 від 16.11.2017 р.